# شركة دور للضيافة
شركة دور للضيافة أو ما يعرف سابقاً بـ الشركة السعودية للفنادق والمناطق السياحية هي شركة مساهمة سعودية، تأسست الشركة السعودية للفنادق والمناطق السياحية في السابع والعشرين من ديسمبر عام 1976م برأس مال قدره (500) مليون ريال سعودي وتطورت أعمالها بصورة متميزة خلال الأعوام الماضية ليصل رأسمالها إلى مليار ريال سعودي وقد كان النشاط الأساسي للشركة الإنشاء والتملك والإدارة والشراء والمشاركة للفنادق والمطاعم والموتيلات والاستراحات والشواطئ الخاصة على اختلاف مستوياتها وأحجامها ثم توسعت أغراض الشركة لتشمل تملك الأراضي وتطويرها وتقسيمها وإقامة المباني عليها بالإضافة إلى تقديم خدمات المعتمرين وزوار المسجد النبوي الشريف.
قامت الشركة بتنفيذ عدد من المشاريع الفندقية والسياحية والعقارية بالإضافة إلى تنمية نشاط إدارة الفنادق والمنشآت العقارية والترفيهية المملوكة للشركة وللغير بحكم ما تكون لدى الشركة من خبرة في هذا المجال، وقد نمت أرباح الشركة السنوية حيث وصلت إلى (153) مليون ريال بنهاية عام 2011م كما أرتفع عدد المنشآت التي تديرها وتشغلها وتمتلك غالبيتها إلى (19) منشأة تتنوع نشاطها بين منشآت فندقية وعقارية وسياحية حيث تقدم الشركة خدماتها لتشغيل المنشآت الفندقية والسياحية من خلال مجموعة «مكارم» كما تقدم خدماتها للمنشآت العقارية والترفيهية من خلال مجموعة «الجزيرة» كما تمتلك الشركة فندق ماريوت الرياض بالإضافة إلى برج الأجنحة الفندقية الواقع بجوار فندق ماريوت الرياض وفندق كورت يارد والتي تديرها شركة ماريوت العالمية والتي بدء بتشغيلهما التجريبي في نهاية الربع الثاني من عام 2012م.
وفي عام 2014م تغير اسم الشركة من الشركة السعودية للفنادق والمناطق السياحية إلى شركة دور للضيافة.

## الشركات التابعة للشركة السعودية للفنادق
- شركة الخليج للمناطق السياحية المحدودة.
- شركة الرياض للفنادق المحدودة.
- شركة مكة للفنادق المحدودة.
- شركة النخيل للمناطق السياحية المحدودة.
- شركة تبوك للفنادق المحدودة.
- شركة المدينة للفنادق المحدودة.

## أعضاء مجلس الإدارة
| الاسم                  | الصفة                                    |
| ---------------------- | ---------------------------------------- |
| عبد الله محمد العيسى   | رئيس مجلس الإدارة                        |
| صالح علي الهذلول       | نائب رئيس مجلس الإدارة                   |
| مسفر علي الحمدان       | ممثل المؤسسة العامة للتأمينات الاجتماعية |
| علي بن إبراهيم العجلان | عضو مجلس إدارة                           |
| ناصر بن محـمد السبيعي  | عضو مجلس إدارة                           |
| بدر بن عبد الله العيسى | عضو مجلس إدارة                           |
| فهد بن عبد الله القاسم | عضو مجلس إدارة                           |
| مصعب بن سليمان المهيدب | عضو مجلس إدارة                           |